# Слинко, Андрей Петрович
Андре́й Петро́вич Слинко́ (28 сентября 1845 — май 1919) — киевский купец и домовладелец, поставщик Двора Её Императорского Высочества великой княгини Александры Петровны.

## Биография

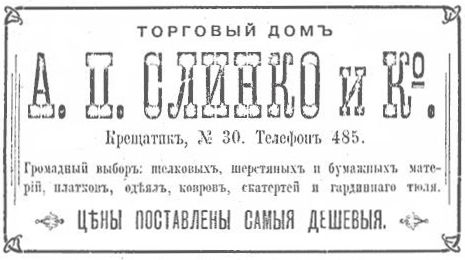
Рекламное объявление торгового дома Слинко.

Родился в 1845 году в Нежине. Потомственный почетный гражданин.
Окончил Нежинское трехклассное уездное училище.
Начинал с мелкой розничной торговли, затем переехал в Киев, где весьма преуспел в мануфактурной и галантерейной торговле. Имел несколько мануфактурных магазинов, главный из которых располагался на Крещатике. Был удостоен звания «официального поставщика Двора Её Императорского Высочества великой княгини Александры Петровны».
Владел дачей в поселке Ворзель, имением в Козелецком уезде Черниговской губернии, а также несколькими доходными домами в Киеве. В доходном доме по адресу Эспланадная, №30 несколько лет жил будущий писатель Михаил Булгаков (1902—1904). С 1912 года на третьем этаже доходного дома на Большой Васильковской, №14 располагался Киевский клуб русских националистов. Сама семья Слинко с 1905 года жила во флигеле пятиэтажного дома по Андреевскому спуску, №34, выстроенного в русском «теремном стиле».
Состоял почетным попечителем Фундуклеевской женской гимназии (1900—1908), членом киевского Попечительства о народной трезвости, а также членом комитета по постройке памятника Гоголю в Киеве. Был старостой Александро-Невской церкви при реальном училище (до мая 1899) и Андреевской церкви (с 25 марта 1911). В 1908 году стал членом-учредителем Киевского клуба русских националистов.
За свою благотворительную деятельность был удостоен благословения Святейшего Синода, а также награждён медалью «За усердие» (пять раз) и орденом Святого Станислава 3-й степени (1914).
В мае 1919 года 74-летний Слинко был расстрелян Киевской ЧК и захоронен в общей могиле на Лукьяновском кладбище. В августе того же года город был взят Добровольческой армии, а 12 сентября, при раскопках могил жертв чрезвычаек, родные опознали тело Андрея Петровича и заказали отпевание в Десятинной церкви.

## Семья
Был женат на дочери крестьянина Феодосии Петровне Грифенко. Их дети:
- Иван (1873—1945), гласный Киевской городской думы, действительный член ККРН. В эмиграции во Франции.
- Лидия, замужем за артистом Императорских театров Сергеем Николаевичем Ждановым. Их сын Сергей — советский композитор.